# The Eagle (album)
The Eagle è il cinquantaseiesimo album di Waylon Jennings, pubblicato dalla Epic Records nel luglio del 1990.

## Tracce
Lato A
1. Workin' Cheap – 2:51 (Troy Seals, Max D. Barnes)
2. What Brothers Me Most – 3:23 (Troy Seals, Max D. Barnes)
3. The Eagle – 2:51 (Hank Cochran, Red Lane, Mack Vickery)
4. Her Man – 2:39 (Kent M. Robbins)
5. Wrong – 2:58 (Steve Seskin, Andre Pessis)

Lato B
1. Where Corn Don't Grow – 3:11 (Roger Murrah, Mark Allen)
2. Reno and Me – 3:05 (John Hadley, Kevin Welch)
3. Too Close to Call – 2:38 (Chester Lester)
4. Waking Up with You – 2:30 (Roger Murrah, Waylon Jennings, Charlie Craig)
5. Old Church Hymns and Nursery Rhymes – 3:48 (Mike Chapman)

## Musicisti
- Waylon Jennings - voce, chitarra
- Brent Mason - chitarra elettrica
- Jimmy Capps - chitarra, mandolino
- Paul Franklin - steel guitar, dobro
- Barry Walsh - tastiere
- Jerry Bridges - basso
- Jeff Hale - batteria